# Ares (parroquia)
Ares (llamada oficialmente San Xosé de Ares) es una parroquia española del municipio de Ares, en la provincia de La Coruña, Galicia.

## Otras denominaciones
La parroquia también es conocida por el nombre de San José de Ares.

## Organización territorial
La parroquia está formada por quince entidades de población, constando siete de ellas en el nomenclátor del Instituto Nacional de Estadística español:
- A Poella
- Ares
- Arruxo
- Besojo (Besoxo)
- Estacas
- Lubre
- Maciñeiras
- Mayobre (Maiobre)
- O Alto de Simou
- O Camiño de Pedrós
- O Franco
- Outeiro (O Outeiro)
- O Pombal
- O Regueiro
- Pedrós

## Demografía

### Parroquia
| Gráfica de evolución demográfica de Ares (parroquia) entre 2000 y 2019 |
|                                                                        |
| Datos según el nomenclátor publicado por el INE.                       |

### Villa
| Gráfica de evolución demográfica de Ares (villa) entre 2000 y 2018 |
|                                                                    |
| Datos según el nomenclátor publicado por el INE.                   |